# North Prairie (Wisconsin)
North Prairie es una villa ubicada en el condado de Waukesha, Wisconsin, Estados Unidos. Tiene una población estimada, a mediados de 2021, de 2198 habitantes.

## Geografía
La localidad está ubicada en las coordenadas 42°56′27″N 88°24′8″O / 42.94083, -88.40222 (42.940891, -88.402108). Según la Oficina del Censo de los Estados Unidos, North Prairie tiene una superficie total de 7.19 km², de la cual 7.13 km² corresponden a tierra firme y 0.06 km² son agua.

## Demografía
Según el censo de 2020, en ese momento había 2202 personas residiendo en North Prairie. La densidad de población era de 308.84 hab./km². El 93.78% de los habitantes eran blancos, el 0.23% eran afroamericanos, el 0.50% eran amerindios, el 0.73% eran asiáticos, el 0.82% eran de otras razas y el 3.95% eran de una mezcla de razas. Del total de la población, el 2.63% son hispanos o latinos de cualquier raza.